# Kumari Taki
Kumari Taki (* 6. Mai 1999 in Narok) ist ein kenianischer Mittelstreckenläufer, der sich auf den 1500-Meter-Lauf spezialisiert.

## Sportliche Laufbahn
Erste Erfahrungen bei internationalen Meisterschaften sammelte Kumari Taki bei den Jugendafrikameisterschaften 2015 in Réduit, bei denen er in 3:44,35 min die Goldmedaille über 1500 Meter gewann. Daraufhin nahm er an den Jugendweltmeisterschaften im kolumbianischen Cali teil und gewann auch dort mit neuem Meisterschaftsrekord von 3:36,38 min die Goldmedaille. Zum Abschluss der Saison gewann er bei den Commonwealth Youth Games in Apia die Goldmedaille. 2016 nahm er an den U20-Weltmeisterschaften in Bydgoszcz teil und gewann dort in 3:48,63 min die Goldmedaille. 2018 erfolgte die Teilnahme an den Commonwealth Games im australischen Gold Coast, bei denen er in 3:38,74 min den siebten Platz im Finale belegte. 2022 klassierte er sich bei den Afrikameisterschaften in Port Louis mit 3:38,31 min auf dem vierten Platz. Anschließend erreichte er bei den Weltmeisterschaften in Eugene das Halbfinale und schied dort mit 3:50,15 min aus.

## Persönliche Bestzeiten
- 800 Meter: 1:46,29 min, 3. Juni 2018 in Hengelo
- 1500 Meter: 3:34,14 min, 8. September 2020 in Ostrava
  - 1500 Meter (Halle): 3:37,28 min, 17. Februar 2021 in Toruń
- Meile: 3:59,20 min, 7. Juni 2018 in Oslo